# ザーロモン・ヤーダスゾーン
ザーロモン・ヤーダスゾーン（Salomon Jadassohn, 1831年8月13日 - 1902年2月1日）は、ドイツの作曲家・合唱指揮者・音楽教師・音楽理論家・ピアニスト。

## 生涯
シュレージエンの中心地であるブレスラウ（現在のポーランド領ヴロツワフ）のユダヤ系家庭に生まれた。中欧のドイツ語圏におけるユダヤ人の解放より後に、すなわちユダヤ人に比較的寛容だった時期に生まれた世代の一人であった。地元ブレスラウでモーリツ・ブロージヒに最初の音楽教育を受けた後、1848年にフェリックス・メンデルスゾーンによって設立されてからまだ数年ほどだったライプツィヒ音楽院に入学。作曲をモーリツ・ハウプトマンとエルンスト・リヒター、ユリウス・リーツに、ピアノをイグナツ・モシェレスに師事する一方、1849年から1851年までヴァイマルにてフランツ・リストの個人指導を受けた。
ユダヤ人であったため、ライプツィヒ音楽院の卒業生ならば普通は就職することのできた教会音楽家の資格を得ることができなかったが、その代わりにライプツィヒのシナゴーグの聖歌隊や地方のいくつかの合唱団で指揮者を務め、個人教師としても活動した。1860年代後半はライプツィヒ・エウテルペ演奏会を指導。1866年に合唱協会「プサルテリオン」を組織。
1871年にようやく母校ライプツィヒ音楽院で職を得て、ピアノや作曲を指導するようになった。音楽教育者として卓越した名声を得るようになり、エドヴァルド・グリーグやジョージ・ホワイトフィールド・チャドウィック、エセル・スマイス、クリスティアン・シンディング、リヒャルト・フランク、ズデニェク・フィビヒ、エミール・レズニチェク、イサーク・アルベニス、ロベルト・カヤヌス、フレデリック・ディーリアス、フェルッチョ・ブゾーニ、フェリックス・ワインガルトナー、セルゲイ・ボルトキエヴィチ、フランコ・アルファーノ、アルフレッド・ヒル、フリアン・カリーリョ、ジークフリート・カルク＝エーレルト、カミッロ・シューマンを育成した。1887年にライプツィヒ大学から名誉博士号を授与された。
1880年代にはダンツィヒ演奏協会の指揮者に就任。またブレーメンのフィルハーモニー合唱団ならびにブレーメン歌劇場管弦楽団より、マルティン・トラウゴットの後任指揮者に任命された。その後ライプツィヒに戻り、1902年に同地で没した。その前年、短期間ながら瀧廉太郎が理論の講義を受けていた。

## 評価
一般的に、ヤーダスゾーンの名とその作品があまり有名だと言えないのには、次の2つの理由が考えられる。第一に、カール・ライネッケの存在と、第二に、19世紀後半のドイツ帝国における反ユダヤ主義の蔓延である。ライネッケはヤーダスゾーンとほぼ同世代であり、幅広い活躍をした巨星であった。世界に名だたるピアノのヴィルトゥオーソだっただけでなく、作曲家でもあり、しかもヤーダスゾーンと同じライプツィヒ音楽院の教授にして、その後は院長にもなった。そのうえライプツィヒ・ゲヴァントハウス管弦楽団の指揮者でもあったのである。このような状況では、ライネッケの同僚が人目を惹くのは容易ではなかった。
付け加えるなら、19世紀末までにリヒャルト・ワーグナーの評価が上向きになるにつれ、ユダヤ人嫌いの評論家はヤーダスゾーンの作品を、アカデミックで無味乾燥であるとのレッテルを貼り、それからというもの、このような評価が付きまとうようになった。ヤーダスゾーンの死後にその作品は演奏されなくなり、近年になってようやく作品の再評価が始まった。
教育者としては厳しい授業を行う教師だったらしく、ライプチヒ音楽院に留学してヤーダスゾーンの授業を受けた瀧廉太郎は「小生のテオリーの教師Prof.Jadassohn氏は七十歳有余の老人にて自分の思ひし事ハぽんぽんとかまはず遠慮なしに云ふ人にて誠に面白い人なり又出来ない生徒はずんずんと断り追い出してしまいます」と手紙（1901年11月17日付、鈴木毅一宛）に記している。

## 作品
140曲にのぼる作品は多種多様で、ほとんどすべてのジャンルを網羅しており、4つの交響曲、2つのピアノ協奏曲、声楽曲、ソナタ、歌劇、かなりの量の室内楽曲（2つの弦楽四重奏曲、4つのピアノ三重奏曲、3つのピアノ四重奏曲、3つのピアノ五重奏曲、フルート六重奏のためのセレナーデ）、管弦楽のためのセレナーデ、2つの演奏会用序曲、合唱曲、リート、二重奏曲、宗教音楽、ピアノ曲がある。偽名「オリヴィエ」によって発表された作品も数多い。中でも室内楽曲はヤーダスゾーン作品の中でも最上の作品に数えられている。さらに音楽理論書も編纂しており、存命中はそれらの著作がきわめて高い評価を受けた。ヤーダスゾーンの楽曲と著作は、今日すっかり忘れ去られてしまっている。
『音楽作曲法』は各国語に翻訳され、教科書として広く使われた。対位法の第一人者であったが、旋律の美しさが作曲においては基本的に重要であるということを述べた。

### 室内楽曲
- ピアノ三重奏曲 Klaviertrio für Piano, Violine und Violocello 作品16
- ピアノ三重奏曲 Klaviertrio 作品85
- ピアノ五重奏曲 Klavierquintett für Klavier, zwei Violinen, Viola und Violoncello 作品126
- ピアノ四重奏曲 ハ短調 Quartett in c-Moll für Violine, Viola, Violoncello und Klavier 作品77
- ピアノ四重奏曲 Quartett für Klavier, Violine, Bratsche und Violoncello 作品109
- 管楽合奏のためのセレナーデ Serenade für Bläser 作品104

### 独奏曲
- オルガンのための《幻想曲》Fantasie für Orgel 作品95

### 声楽曲
- 二重合唱のための《詩篇 第43番》
- 二重合唱のための《詩篇 第100番》

### 音楽理論書
- 『音楽作曲法』Musikalische Kompositionslehre：以下の5部作である。
  - 「和声法」（和声法の教則本）Harmonielehre / Lehrbuch der Harmonie（1883年）
  - 「対位法」（対位法の教則本）Kontrapunkt / Lehrbuch des Kontrapunkts（1884年）
  - 「カノンとフーガ」（カノンとフーガの学習）Kanon und Fuge / Die Lehre vom Canon und Fuge（1884年）
  - 「楽式論」（音楽作品の諸形式） Die Formen in den Werken der Tonkunst（1889年）
  - 「楽器法」（管弦楽法の教則本）Instrumentationslehre / Lehrbuch der Instrumentation（1889年）
- 『転調と即興の技法』Die Kunst zu modulieren und praludieren（1890年）
- 『音楽学習概論』Allgemeine Musiklehre（1892年）
- 『音楽理論の教授法』Methodik des musiktheoretischen Unterrichts（1898年）
- 『音楽芸術における旋律の意義』Das Wesen der Melodie in der Tonkunst（1899年）
- 『通奏低音』Der Generalbass（1901年）

### 全般
- Biographical essay
- List of theoretical works and symphonies
- Review of a recent Jadassohn CD
- Composer info
- ザーロモン・ヤーダスゾーンの楽譜 - 国際楽譜ライブラリープロジェクト
- ザーロモン・ヤーダスゾーン - ピティナ・ピアノ曲事典

### 作品個別
- ピアノ協奏曲第1番ハ短調作品89の楽譜 - 国際楽譜ライブラリープロジェクト ※ 掲載楽譜は2台ピアノ版のみ